# کوه سیس
کوه سیس (به ترکی استانبولی: Mount Sis) یک کوه در ترکیه است که در گورلی واقع شده‌است. کوه سیس ۲٬۱۸۲ متر بالاتر از سطح دریا واقع شده‌است.